# Paul Smit
Paul Albertus Smit (ur. 23 marca 1953 w Otavi w regionie Otjozondjupa) – namibijski famer i polityk, wiceminister (2000–2004, 2005–) oraz minister rolnictwa Namibii (2004–2005). 

## Życiorys
W młodości uczęszczał do szkoły średniej Etosha w Tsumebie (do 1971), naukę kontynuował na Uniwersytecie Wolnego Państwa Oranii w Bloemfontein – w 1973 uzyskał tam stopień magistra w dziedzinie ekonomii rolnictwa. Od 1977 zajmuje się gospodarzeniem na własnej farmie. W latach 1980–1983 należał do Sojuszu Demokratycznego Turnhalle. W latach osiemdziesiątych przystąpił do Namibijskiego Związku Rolniczego (NAU), którego przewodniczącym był w latach 1993–1997. W 2000 prezydent Nujoma mianował go członkiem Zgromadzenia Narodowego bez prawa głosu. W tym samym roku uzyskał nominację na urząd wiceministra rolnictwa, gospodarki wodnej oraz rozwoju wsi z ramienia SWAPO. Po rezygnacji Helmuta Anguli w 2004 objął funkcję ministra, którą sprawował do 2005, po czym ponownie mianowano go wiceministrem rolnictwa, gospodarki wodnej i leśnictwa. W marcu 2005 prezydent Pohamba wyznaczył go posłem na kolejną kadencję. Jest zwolennikiem pojednania między białymi i czarnymi w Namibii – w 2002 przeprosił na forum Zgromadzenia Narodowego za zbrodnie epoki apartheidu. 